# Julien Noël Costantin
Julien Noël Costantin (* 16. August 1857 in Paris; † 17. November 1936 ebenda) war ein französischer Botaniker und Mykologe. Sein offizielles botanisches Autorenkürzel lautet „Costantin“.

## Leben
Costantin absolvierte sein Studium an der École normale supérieure in Paris im Jahr 1879 mit einem Abschluss in Mathematik und Physik. Im Jahr 1880 folgte eine Ernennung zum Präparator und drei Jahre später, im Jahr 1883, die Promotion mit einer Arbeit über Zweikeimblättrige. 
Im Jahr 1884 kehrte er nach einer kurzfristigen Tätigkeit in Bordeaux als Assistenzprofessor nach Paris zurück, um die Stelle als wissenschaftlicher Assistent am Muséum national d’histoire naturelle anzutreten. Eine Ernennung zum Dozenten an der École normale supérieure erfolgte in 1887.
Nach 1900 hatte er am Muséum national d’histoire naturelle, der seinerzeit weltweit bedeutendsten Naturforschungs- und Bildungseinrichtung auf dem Gebiet der Botanik, verschiedene Lehrstühle inne und wurde im Jahr 1907 zum Präsidenten der Société botanique de France ernannt. Die Aufnahme als Mitglied der Académie des sciences in Paris erfolgte im Jahr 1912.
Costantin hat über 130 Pflanzenarten beschrieben.

## Veröffentlichungen (Auswahl)
- 1898: Les végétaux et les milieux cosmiques
- 1899: Le nature tropicale
- 1891: Nouvelle flore des champignons